# Varnița
Varnița (russisch Варница/Warniza) ist ein Dorf mit rund 4.200 Einwohnern in der Republik Moldau. Es liegt im Rajon Anenii Noi, am Fluss Dnestr und grenzt im Süden direkt an die von Transnistrien kontrollierte Stadt Bendery an.

## Geschichte
Erstmals erwähnt wurde Varnița im Jahr 1560. 1711–1713 hatte der auf der Festung Bender im Exil lebende König Karl XII. das Lager seines Begleittrosses in Varnița. Von 1812 bis 1917 war das Dorf als Gouvernement Bessarabien Teil Russlands; von 1917 bis 1940 sowie noch einmal von 1941 bis 1944 gehörte es zu Rumänien. Nach 1945 wurde ganz Moldau in die Sowjetunion eingegliedert und damit auch Varnița. Während der sowjetischen Epoche stieg die Bevölkerungszahl stark an und zahlreiche Industriebetriebe wurden in der Region angesiedelt. Varnița wuchs mit der südlich gelegenen Großstadt Bender zusammen und liegt seitdem in dessen Vorstadtgürtel.
Im Zuge des Zerfalls der Sowjetunion verstärkten sich in Moldau nationalistische Tendenzen, die schließlich den Transnistrien-Konflikt auslösten, bei dem der mehrheitlich russischsprachige Osten des Landes als Transnistrien seine Unabhängigkeit proklamierte und sich von Moldau abspaltete. Die Stadt Bender war dabei eines der Zentren des transnistrischen Separatismus. Auch Varnița wurde und wird bis heute von Transnistrien beansprucht. Es war während des kurzen Kriegs 1992 umkämpft, im Gegensatz zur Stadt Bender selbst, verblieb Varnița jedoch unter moldauischer Kontrolle. Seitdem verläuft die transnistrisch-moldauische De-facto-Grenze genau zwischen Varnița und Bender. Mehrere Versuche Transnistriens, die Ortschaft zu übernehmen, schlugen fehl. Der Einfluss Transnistriens ist in Varnița jedoch sehr groß; zahlreiche Bewohner Varnițas arbeiten im benachbarten Transnistrien. Mit Dekret des transnistrischen Präsidenten vom 2. Januar 2019 wurde (erneut) von transnistrischer Seite festgelegt, dass Varnița ein Teil Transnistriens ist, der nur "vorübergehend unter Kontrolle der Republik Moldau steht und über keinen gewählten Gemeinderat verfügt"; bis zur Rückgliederung sollen die Gemeindeaufgaben von der Dorfverwaltung von Protyagailovka wahrgenommen werden. Varnița liegt in der Sicherheitszone, welche von der gemeinsamen Kontrollkommission, die von Truppen aus Russland, der Republik Moldau und Transnistrien gestellt wird, überwacht wird.

## Bevölkerung
Die Bevölkerungszahl von Varnița lag 2004 bei 4210. Davon waren 80,3 % Moldauer, 10,8 % Russen, 5,4 % Ukrainer, 1,2 Roma, 0,8 % Bulgaren und 0,4 % Gagausen. In Varnița gibt es eine rumänischsprachige Schule, welche fast ausschließlich von moldauischen Kindern besucht wird. Russischsprachige Kinder besuchen zumeist Schulen im benachbarten Transnistrien.

## Das Lager des Schwedenkönigs Karl XII
Nach der für ihn desaströsen Niederlage in der Schlacht bei Poltawa (1709) flüchtete König Karl XII. (Schweden) in das Osmanische Reich ins Exil und erhielt die nahegelegene Festung Bender als Aufenthaltsort zugewiesen. Das Burgareal war jedoch einerseits zu klein, um seinen rund 2000-köpfigen Begleittross ordentlich unterzubringen, andererseits hatte Karls Gefolgschaft im Jahr 1711 unter einem Hochwasser des Dnister zu leiden. Daraufhin errichtete er in Varnița ein gemauertes Lager für seinen Begleittross, welches bis 1713 benützt wurde und dann aufgegeben werden musste, weil der Sultan den weiteren Aufenthalt Karls in Bender/Varnița nicht mehr gestattete. Die Reste dieses Lagers erhielten sich. Im Jahr 1925, während der Zugehörigkeit des Ortes zu Rumänien, wurde auf dem Areal ein historisches Erinnerungsmonument an das Lager errichtet. In den folgenden Jahrzehnten fand der historische Ort keinerlei Beachtung mehr bzw. war zu Sowjetzeiten auch touristisch nicht zugänglich.

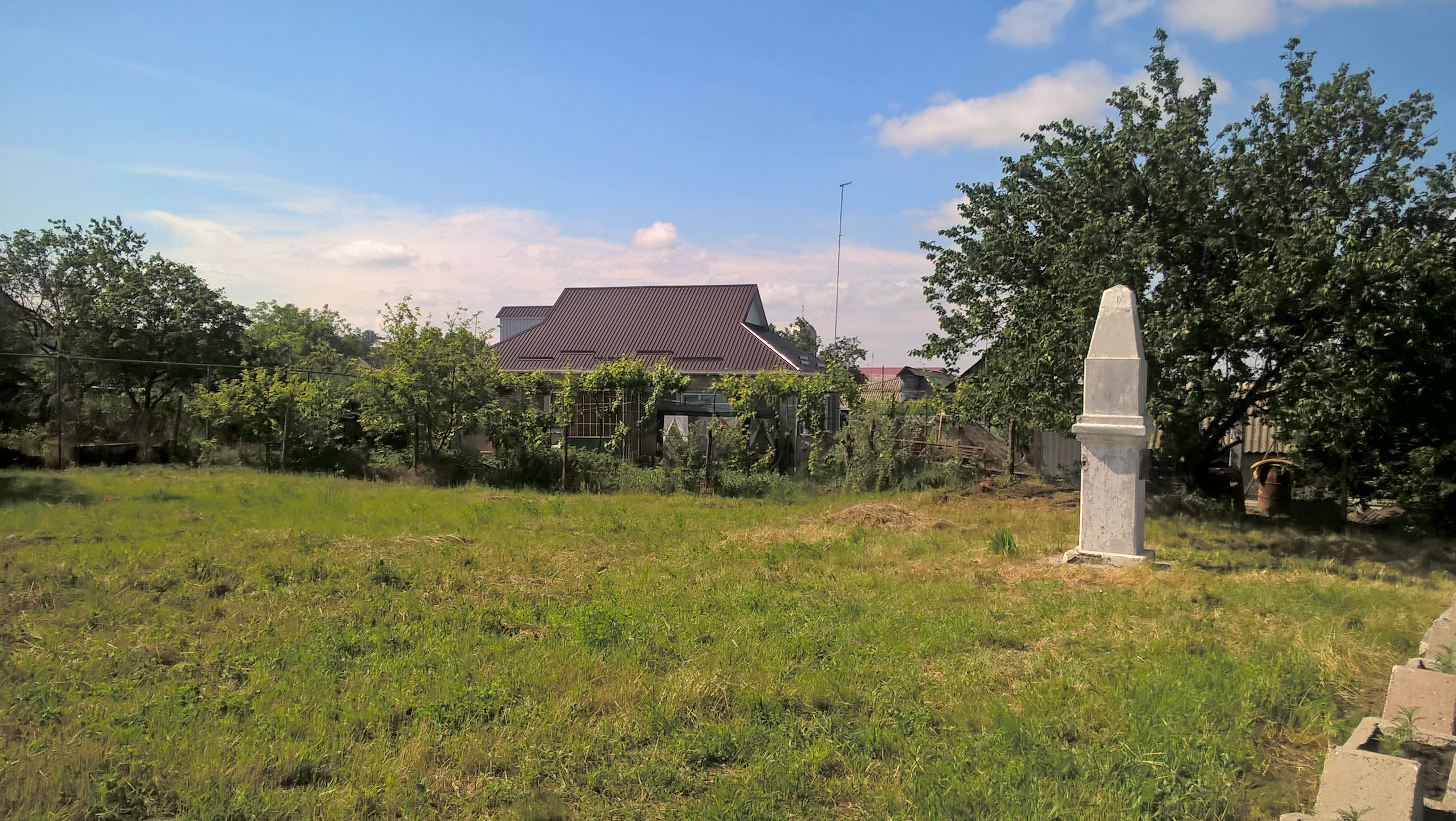
Das Lagerareal mit Denkmal im Jahr 2016 (vor der archäologischen Konservierung)

Zwischen 2015 und 2017 wurde ein moldawisch-schwedisch-türkisches Gemeinschaftsprojekt umgesetzt, welches auch von der EU gefördert wurde. In dessen Rahmen wurde die Geschichte des Ortes vertieft erforscht, das Denkmal von 1925 wurde restauriert und das Lagerareal wurde archäologisch durchgraben, gesichert und konserviert. Seither sind die Grundmauern wieder sichtbar. Seit Abschluss des Projektes kümmert sich die örtliche Gemeindeverwaltung um die parkmäßige Pflege des Areals.